# Distrito electoral de Beaver (condado de Nuckolls, Nebraska)
Beaver (en inglés: Beaver Precinct) es un distrito electoral ubicado en el condado de Nuckolls en el estado estadounidense de Nebraska. En el Censo de 2010 tenía una población de 225 habitantes y una densidad poblacional de 1,24 personas por km².

## Geografía
Beaver se encuentra ubicado en las coordenadas 40°3′10″N 98°10′4″O / 40.05278, -98.16778. Según la Oficina del Censo de los Estados Unidos, Beaver tiene una superficie total de 181.61 km², de la cual 181.52 km² corresponden a tierra firme y (0.05%) 0.09 km² es agua.

## Demografía
Según el censo de 2010, había 225 personas residiendo en Beaver. La densidad de población era de 1,24 hab./km². De los 225 habitantes, Beaver estaba compuesto por el 99.56% blancos y el 0.44% pertenecían a dos o más razas.